# Izquierda Republicana
Izquierda Republicana (IR) fue un partido político republicano español de izquierdas fundado por Manuel Azaña en 1934. Tuvo un destacado papel durante la Segunda República española y en los momentos que precedieron al comienzo de la guerra civil. Azaña fue elegido presidente de la República entre 1936 y 1939. Durante la dictadura franquista el partido prácticamente desapareció de la escena política salvo en el ámbito del exilio republicano en México, donde siguió teniendo alguna actividad. A partir de 1977 se volvió a reconstituir en España, aunque sin tener la importancia del partido histórico.

## Historia

### Fundación

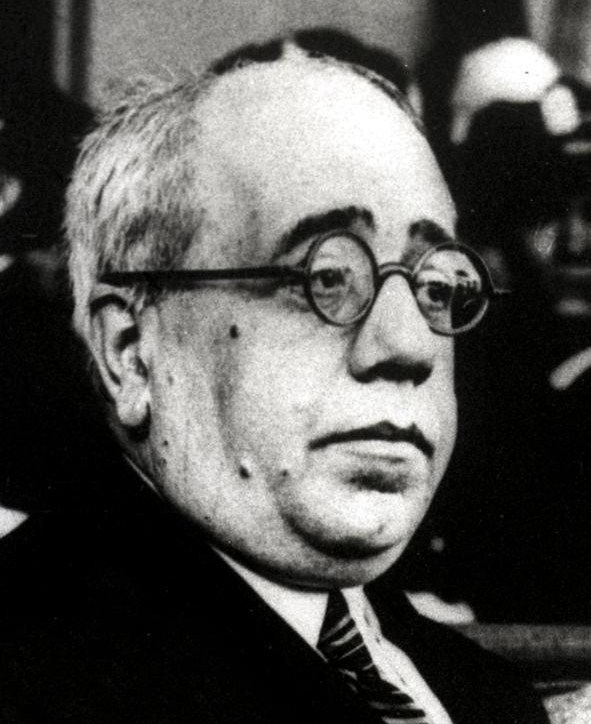
Manuel Azaña en 1933

Después del descalabro que los partidos de republicanos de izquierda habían cosechado en las elecciones de 1933, a las que habían concurrido en solitario, el 3 de abril de 1934 se constituyó Izquierda Republicana, como resultado de la fusión de los partidos de Manuel Azaña, la antigua Acción Republicana (AR), el sector izquierdista escindido de los radical-socialistas (el Partido Republicano Radical Socialista Independiente, dirigido por Marcelino Domingo y Álvaro de Albornoz) o la Organización Republicana Gallega Autónoma (ORGA), de Santiago Casares Quiroga. 
Otros pequeños partidos, como los partidos republicanos autónomos de Álava y Navarra, así como parte de la Federación de Centros Republicanos de Guipúzcoa, también se unieron al nuevo partido.
En Cataluña también se produjo la unificación e Izquierda Republicana adoptó el nombre de Partit Republicà d'Esquerra. Entre sus fundadores se encontraban personajes de primera importancia de la vida política y cultural de la época como José Giral, Álvaro de Albornoz, Victoria Kent, Luis Bello, José Lino Vaamonde o Amós Salvador, entre otros. Azaña se convirtió en el presidente del primer Consejo Nacional del partido. Su órgano de expresión fue el periódico Política.
Integrada en el Frente Popular (y en Cataluña, en el Front d'Esquerres), Izquierda Republicana consiguió ochenta y siete diputados en las elecciones del 16 de febrero de 1936 (siendo el tercer grupo parlamentario de las Cortes, tras el PSOE y la CEDA), obteniendo la presidencia de Consejo de Ministros en la persona de Manuel Azaña. Junto con Unión Republicana (y la presencia de Esquerra Republicana de Catalunya desde mayo de 1936), Izquierda Republicana fue el componente principal del Gobierno hasta la formación del gobierno de Largo Caballero, en septiembre de 1936, ya comenzada la Guerra Civil. En mayo de 1936, tras la destitución de Niceto Alcalá Zamora, Azaña fue elegido presidente de la República por la asamblea conjunta de diputados y compromisarios celebrada el 10 de mayo. El también militante de Izquierda Republicana Santiago Casares Quiroga fue elegido presidente del Consejo en su sustitución.
Tras el estallido de la Guerra Civil, otro militante de IR, José Giral, le sucedió al frente del Consejo. IR mantuvo su representación en todos los Gobiernos hasta el final de la guerra civil, pero cada vez con una mayor presencia en la vida política de la zona republicana. Azaña permaneció en la Presidencia de la República hasta su dimisión en febrero de 1939, semanas antes del final de la contienda.

### Exilio y reconstitución
En el exilio en México se convirtió en el principal apoyo del Gobierno en el exilio de la República, defendiendo siempre que se evitase la mención explícita de la adscripción ideológica de sus componentes, para no levantar suspicacias ni herir sensibilidades. Sin embargo, en 1951 abandonó el gobierno ante lo que consideraba un «monopolio» de Unión Republicana (UR), ya que, por primera vez, un presidente de ese partido había encomendado la formación de gobierno a un compañero de su misma organización.
Asimismo, participó en plataformas y organizaciones de oposición a la dictadura del general Franco. Izquierda Republicana participó en julio de 1959 en la elaboración del «Manifiesto de Fundación y Bases Doctrinales de Acción Republicana Democrática Española», junto con Unión Republicana. Un año después en París, del 16 al 18 de junio de 1960, ambos partidos se fusionaron para crear Acción Republicana Democrática Española (ARDE) en su primer congreso.
Tras la muerte de Franco, Izquierda Republicana se inscribió en el Registro de Partidos Políticos; pero no fue autorizada hasta noviembre de 1977, con lo que no pudieron participar en las primeras elecciones libres tras el fin de la dictadura. Sus militantes procedían de ARDE y del partido histórico. Sus representantes negaron, sin embargo, en una polémica con ARDE, que Izquierda Republicana se hubiese fusionado con ningún otro partido.

## Actualidad
- Desde el año 2013 hay dos partidos políticos que se consideran sucesores de Izquierda Republicana:
  - Izquierda Republicana (contemporánea), participa en las elecciones dentro de Izquierda Unida y Unidas Podemos o equivalente según elecciones.
  - Alternativa Republicana, participa a las elecciones fuera de Izquierda Unida. Alternativa Republicana (ALTER) es un partido político de España, de ideología republicana, creado a partir de la fusión de Acción Republicana Democrática Española (ARDE), antiguos militantes de Izquierda Republicana (contemporánea) (IR), el Partit Republicà d'Esquerra (PRE-IR) y Unión Republicana (UR). En los últimos años se ha presentado en coalición con Partido Socialista Libre Federación (PSLF).